# A1-es autópálya (Ausztria)

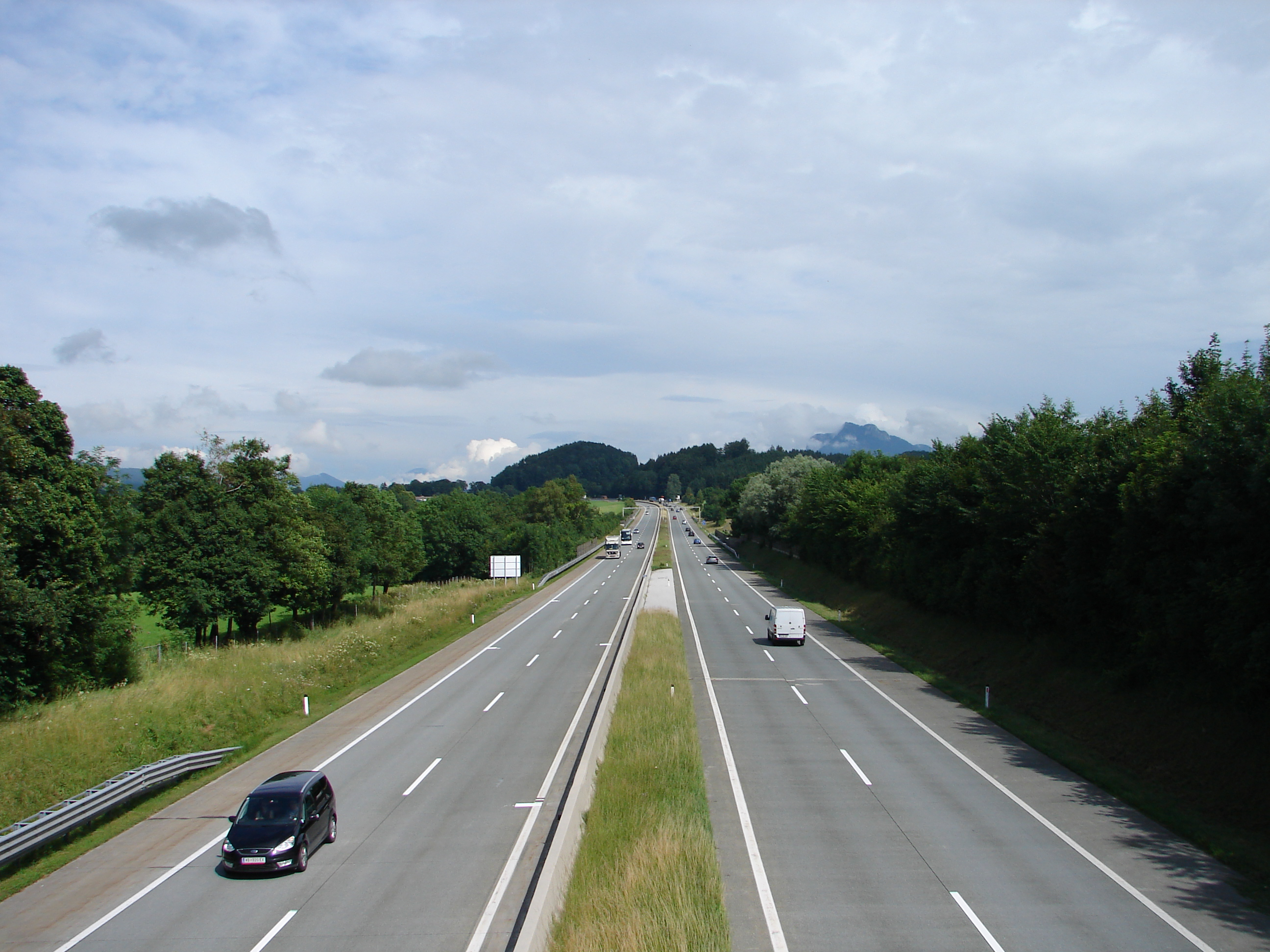
Az A1-es autópálya Eugendorf közelében

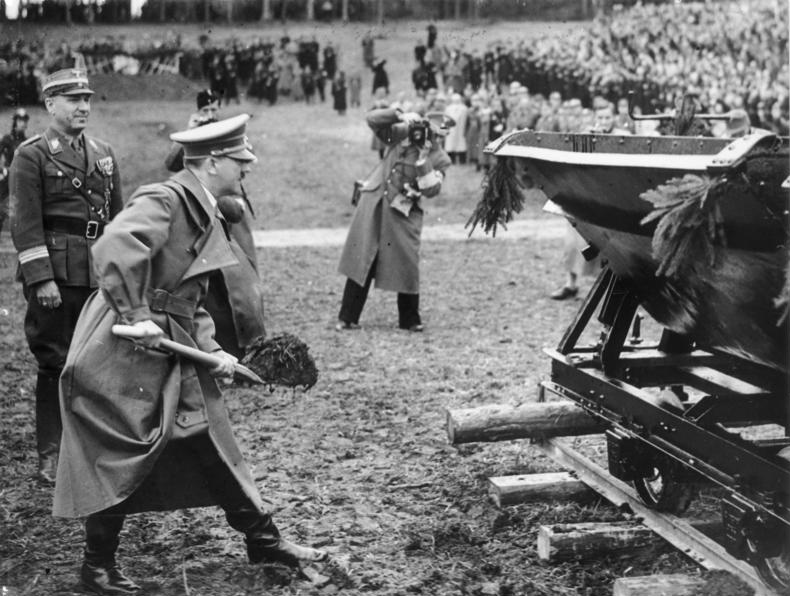
Hitler megkezdi az autópálya építését (1938)

Az A1-es autópálya (németül West Autobahn) a legrégibb autópálya Ausztriában. Az autópálya Bécsből indul, és Linzen keresztül halad Salzburgig. Itt csatlakozik a német gyorsforgalmi úthálózathoz. 
Az első két szakaszt Salzburg közelében 1938 és 1941 között építették. A II. világháború miatt leálltak a további építkezések. A folytatásra egészen 1954-ig kellett várni, az utolsó szakaszt az 1970-es években adták át. 

## Nyomvonal
Az autópálya Bécstől egészen a linzi A25-ös autópálya-lehajtóig 2×3 sávos, az autópálya fennmaradó szakasza (A25–német határ) 2×2 sávos.

## Forgalom
Az A1-es autópálya igen nagy áru- és személyforgalmat bonyolít le.
| Kilométerszelvény | Mérőállomás          | 2017. májusi napi átlagos forgalmi adatok | 2016. évi napi átlagos forgalom |
| ----------------- | -------------------- | ----------------------------------------- | ------------------------------- |
| 15,891            | Pressbaum            | 28 306                                    | 27 129                          |
| 26,833            | Steinhäusl csomópont | 27 514                                    |                                 |
| 50,285            | St. Pölten           | 73 300                                    | 70 912                          |
| 95,345            | Ybbs                 | 65 647                                    | 64 690                          |
| 127,559           | Ludwigsdorf          | 61 579                                    | 60 667                          |
| 155,687           | Steyr                | 69 989                                    | 69 150                          |
| 195,600           | Sattledt             | 56 853                                    | 55 961                          |
| 233,665           | Unterachmann         | 36 500                                    | 36 271                          |
| 293,378           | Wals                 | 73 287                                    | 70 801                          |
| 299,000           | Walserberg           |                                           |                                 |

## Fordítás
- Ez a szócikk részben vagy egészben az Westautobahn című német Wikipédia-szócikk fordításán alapul.  Az eredeti cikk szerkesztőit annak laptörténete sorolja fel. Ez a jelzés csupán a megfogalmazás eredetét és a szerzői jogokat jelzi, nem szolgál a cikkben szereplő információk forrásmegjelöléseként.